# 이바이 고메스
이바이 고메스(Ibai Gómez, 1989년 11월 11일 ~ )는 스페인의 전 축구 선수, 축구 감독으로 현재 도미니카 공화국 U-23 대표팀과 아레나스 게초의 감독을 맡고 있다.